# Coppa di Bulgaria (pallacanestro femminile)
La Coppa di Bulgaria (in bulgaro Купа на България, Kupa na Bălgarija) è il principale trofeo di pallacanestro femminile dello stato balcano. Esiste dal 1951.

## Albo d'oro
- 1951  Lokomotiv Sofia
- 1952  Slavia Sofia
- 1953  Slavia Sofia
- 1954  Lokomotiv Sofia
- 1955  Slavia Sofia
- 1956  Slavia Sofia
- 1957  Akademik Sofia
- 1960  Akademik Sofia
- 1962 NSA Delta
- 1963 NSA Delta
- 1965  Lokomotiv Sofia
- 1966  Slavia Sofia
- 1967  Akademik Sofia
- 1968  Lokomotiv Sofia
- 1969  Levski Spartak Sofia
- 1970  Slavia Sofia
- 1971  Slavia Sofia
- 1972  Levski Spartak Sofia
- 1973  Akademik Sofia
- 1974  Levski Spartak Sofia
- 1975  Akademik Sofia
- 1976  Levski Spartak Sofia
- 1977  Levski Spartak Sofia
- 1978  Minyor Pernik
- 1979  Minyor Pernik
- 1980  Levski Spartak Sofia
- 1981  Minyor Pernik
- 1982  Levski Spartak Sofia
- 1983  Levski Spartak Sofia
- 1984  Slavia Sofia
- 1985  Levski Spartak Sofia
- 1986  Levski Spartak Sofia
- 1987  Levski Spartak Sofia
- 1988  Minyor Pernik
- 1989  Levski Spartak Sofia
- 1990  Minyor Pernik

- 1991  Levski Spartak Sofia
- 1992  Kremikovtsi
- 1993  Kremikovtsi
- 1994 Septemvri 97
- 1995  Montana 2003
- 1996  Maritza Plovdiv
- 1997  Montana 2003
- 1998  Montana 2003
- 1999  Burgas
- 2000  Montana 2003
- 2001  Slavia Sofia
- 2002  Akademik Plovdiv
- 2003  Slavia Sofia
- 2004  Burgas
- 2005  Burgas
- 2006  Burgas
- 2007 CSKA-AD Sofia
- 2008  Burgas
- 2009  Montana 2003
- 2010  Dunav Ruse
- 2011  Dunav Ruse
- 2012  Dunav Ruse
- 2013  Dunav Ruse
- 2014  Montana 2003
- 2015  Burgas
- 2016  Montana 2003
- 2017 Haskovo 2012
- 2018  Montana 2003
- 2019  Montana 2003
- 2020  Beroe[1]
- 2021  Beroe[2]
- 2022  Beroe
- 2023  Beroe
- 2024 Rilski Sportist Samokov
- 2025  Montana 2003

## Vittorie per club
| Squadra                 | Vittorie | Anni                                                                         |
| ----------------------- | -------- | ---------------------------------------------------------------------------- |
| Levski Spartak Sofia    | 13       | 1969, 1972, 1974, 1976, 1977, 1980, 1982, 1983, 1985, 1986, 1987, 1989, 1991 |
| Slavia Sofia            | 10       | 1952, 1953, 1955, 1956, 1966, 1970, 1971, 1984, 2001, 2003                   |
| Montana 2003            | 10       | 1995, 1997, 1998, 2000, 2009, 2014, 2016, 2018, 2019, 2025                   |
| Burgas                  | 6        | 1999, 2004, 2005, 2006, 2008, 2015                                           |
| Akademik Sofia          | 5        | 1957, 1960, 1967, 1973, 1975                                                 |
| Minyor Pernik           | 5        | 1978, 1979, 1981, 1988, 1990                                                 |
| Lokomotiv Sofia         | 4        | 1951, 1954, 1965, 1968                                                       |
| Beroe                   | 4        | 2020, 2021, 2022, 2023                                                       |
| Dunav Ruse              | 4        | 2010, 2011, 2012, 2013                                                       |
| NSA Delta               | 2        | 1962, 1963                                                                   |
| Kremikovtsi             | 2        | 1992, 1993                                                                   |
| Septemvri 97            | 1        | 1994                                                                         |
| Maritza Plovdiv         | 1        | 1996                                                                         |
| Akademik Plovdiv        | 1        | 2002                                                                         |
| CSKA-AD Sofia           | 1        | 2007                                                                         |
| Haskovo 2012            | 1        | 2017                                                                         |
| Rilski Sportist Samokov | 1        | 2024                                                                         |